# أوردوفايسيس

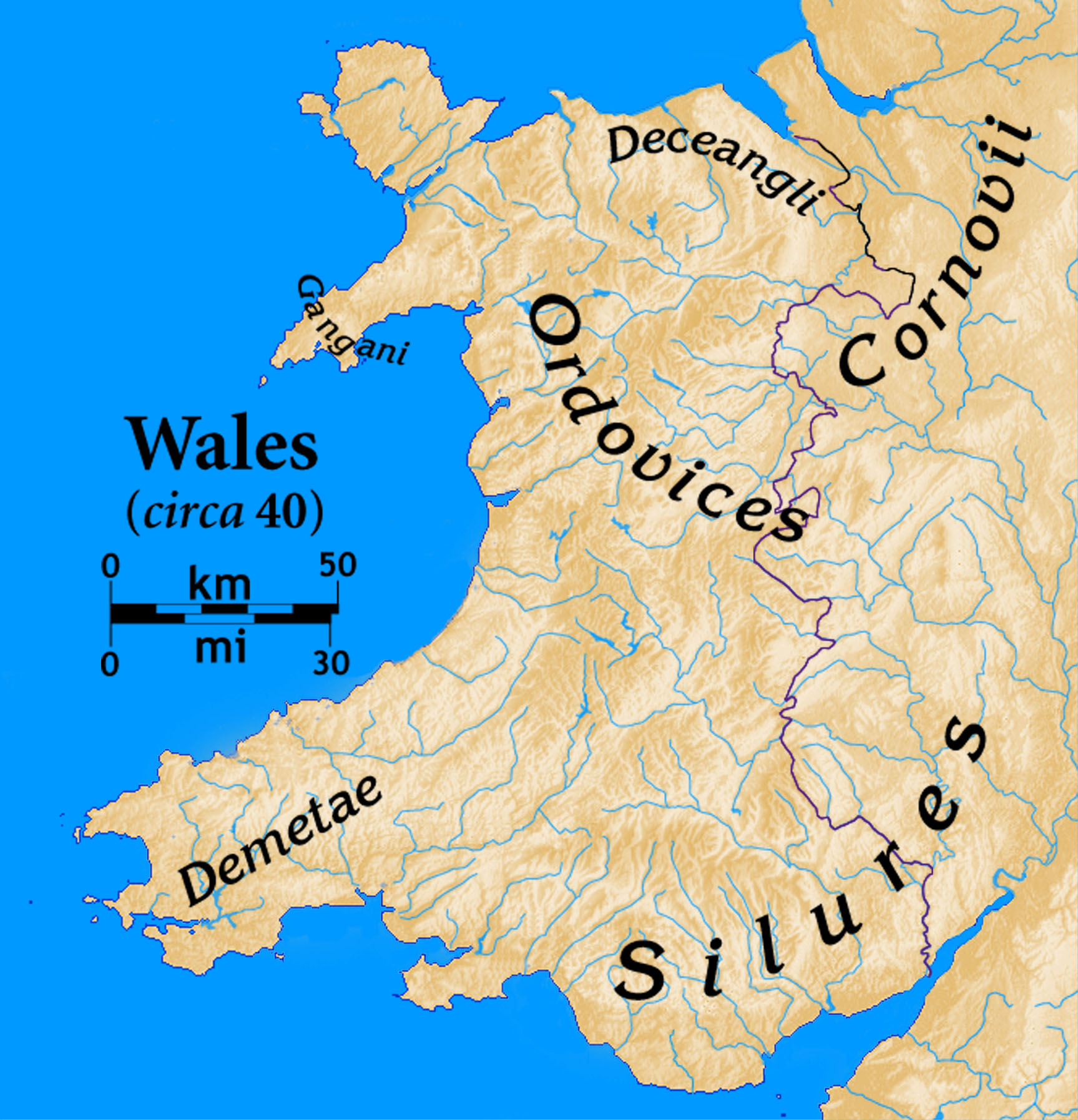
قبائل ويلز في وقت الغزو الروماني. كما يتم عرض الحدود الأنجلو ويلزية الحديثة ، لأغراض مرجعية

أوردوفيتش  تعتبر إحدى القبائل السلتية التي تعيش في بريطانيا العظمى قبل الغزو الروماني. تقع أراضيهم القبلية في شمال ويلز الحالية وإنجلترا.
أشتهرت أوردوفايسيس بتربية الأغنام والزراعة  ، وبناء حصون حصينة وقلاع.
كانوا من بين القبائل البريطانية القليلة التي قاومت الغزو الروماني. ومثال ذلك ما حدث  في السبعينيات، تمردت أوردوفايسيس  ضد الاحتلال الروماني ودمرت سرب سلاح الفرسان. وأثار هذا العمل الحربي استجابة قوية  من جانب أغريكولا .
وقد تم وصف الفترة الجيولوجية الأوردوفيكية لأول مرة من قبل تشارلز لابورث في عام 1879 ، والسبب في هذا الوصف وجود صخور  في أراضي أوردوفايسيي.